# Tecla (figlia di Teofilo)
Tecla (in greco antico: Θέκλα?, Thekla; 831 – Costantinopoli, dopo l'870) è stata una principessa bizantina della dinastia amoriana, figlia di Teofilo e Teodora Armena. Venne nominata prima Augusta dal padre e poi associata al trono come co-imperatrice dalla madre, insieme a se stessa come reggente e al fratello minore Michele III.

## Biografia
Tecla nacque nell'831, come secondogenita e prima femmina di Teofilo, imperatore bizantino, e di Teodora Armena, sua moglie. Venne chiamata in onore della nonna paterna, Tecla.
Aveva quattro sorelle minori, Anna, Anastasia, Pulcheria e Maria, insieme a lei molto amate dal padre, tanto da ricevere il palazzo di ta Karianou in dono; e due fratelli, Costantino, il primogenito, morto infante annegando accidentalmente in una cisterna del palazzo, e il futuro Michele III, ultimo figlio dei genitori. 
Durante il terzo decennio dell'800 Teofilo proclamò le tre figlie maggiori, Tecla, Anna e Anastasia, Auguste, un onore celebrato tramite il conio di monete che rappresentavano Tecla e i suoi genitori sul dritto e le altre due sorelle sul retro. 

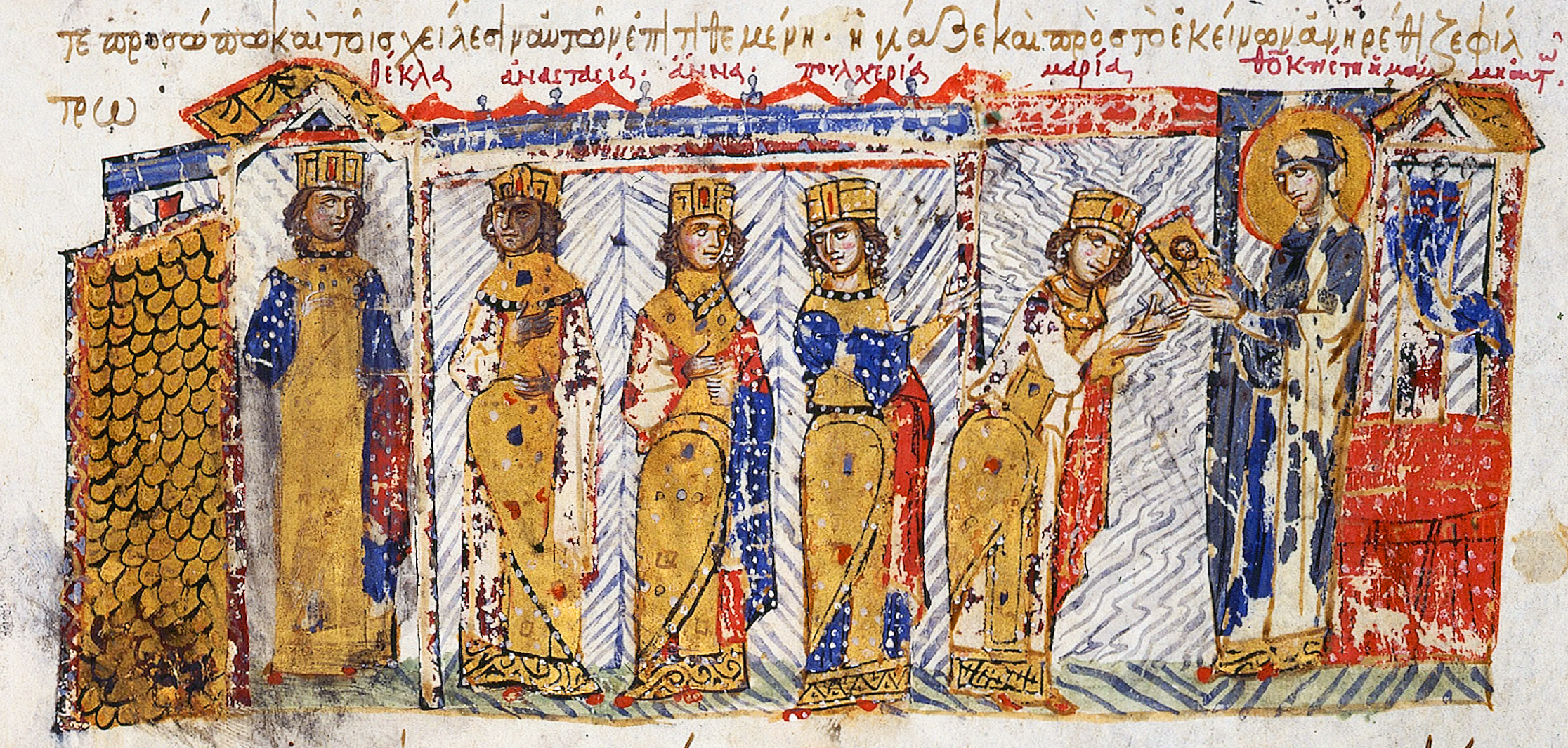
Tecla (estrema sinistra) e le sue sorelle vengono istruite alla venerazione delle icone dalla nonna materna, Teoctista Florina (estrema destra). È ignota la ragione per cui è stata rappresentata Teoctista piuttosto che Eufrosina, la matrigna di Teofilo, che fu quella effettivamente accusata di aver corrotto le ragazze con l'iconodulia.

Sebbene Teofilo fosse un convinto iconoclasta, ovvero un oppositore della pratica della produzione e del culto delle immagini sacre (iconodulia), a Tecla e alle sue sorelle venne insegnata la venerazione delle icone dalla madre e da Eufrosina, la matrigna paterna. 
Poco prima della morte, Teofilo s'impegnò a combinare il matrimonio fra Tecla e Ludovico II, erede dell'impero carolingio, in modo da creare un'alleanza contro le invasioni dei popoli mussulmani per Costantinopoli e un supporto nelle sue guerre civili per Lotario, padre di Ludovico, ma la sconfitta di Lotario nell'841 e la morte di Teofilo l'anno dopo fecero sfumare il progetto.
Alla morte di Teofilo nell'842 Teodora divenne reggente per conto del figlio di tre anni Michele III, supportata dall'eunuco Teoctisto. Le prove numismatiche testimoniano che nello stesso anno Teodora associò anche Tecla al trono, come co-imperatrice e basilissa, anche se non sembra abbia preso parte attiva agli affari di stato, sia per la giovanissima età sia perché nell'843 si ammalò e dovette ritirarsi per qualche tempo nel monastero di Theotokos, dove fu curata dai monaci locali. In segno di riconoscenza, Teodora emise una crisobolla a vantaggio del monastero. 
Nell'856 Michele III prese formalmente il potere e nel corso dei due anni seguenti si sbarazzò sia della madre che delle sorelle, che furono prima confinate nel palazzo di ta Karianou e poi, nel novembre 858, rinchiuse nel monastero di Gastria, anche se non è del tutto chiaro se siano state obbligate a prendere i voti o meno. 
Tecla venne richiamata a corte fra l'863 e l'inizio dell'866, unica fra tutte, quando Michele III le propose di diventare l'amante del suo collega Basilio I, in modo da distrarlo da Eudocia Ingerina, moglie di Basilio ma al contempo amante di lunga data di Michele. Non è chiaro perché Tecla acconsentì all'accordo, come sembra fece spontaneamente: fra le ragioni proposte, c'è la volontà di lasciare il convento, la frustrazione di essere ancora nubile a più di trent'anni, desiderio di potere o un affetto sincero, o quantomeno un'attrazione fisica, per Basilio, descritto spesso come un uomo alto e attraente. In ogni caso, Tecla guadagnò da questo accordo vaste ricchezze e proprietà, nonché una certa influenza politica. Nell'867 Basilio uccise Michele, rimanendo unico imperatore, e col tempo iniziò a disinteressarsi di Tecla, che nell'870 divenne invece amante di Giovanni Neatokometes, un cortigiano che aveva cercato di impedire l'omicidio di Michele. Quando Basilio scoprì la relazione ordinò che entrambi fossero picchiati quasi a morte, le loro proprietà confiscate e infine esiliati in convento. Sebbene Giovanni, fosse, come detto, un nemico politico di Basilio, cronachisti antichi e storici moderni concordano che il movente principale della furia di Basilio fosse la gelosia per il tradimento di Tecla. 
Tecla concluse la sua vita nel monastero di Gastria, dove fu sepolta in un sarcofago insieme alla madre e alle sorelle Anastasia e Pulcheria.